# Eleusine
Eleusine es un género de plantas herbáceas perteneciente a la familia de las poáceas. Es originario de las regiones tropicales y subtropicales.

## Descripción
Son plantas anuales; con los tallos ramificándose en la parte inferior, de 15–70 cm de alto, erectos o patentes, glabros; plantas hermafroditas. Vainas carinadas, glabras excepto por los tricomas suaves largos sobre los márgenes superiores y la garganta; lígula una membrana lacerada, 0.5–1 mm de largo; láminas lineares, 5–20 cm de largo y 2–5 mm de ancho, plegadas hacia la base, aplanadas hace el ápice, glabras en el envés con tricomas débiles largos, esparcidos en la haz. Inflorescencia terminal, de 1–6 espigas de 1.5–16 cm de largo, en 1 verticilo, o con 1 o 2 espigas 1–2 cm de largo abajo del verticilo, raquis 0.7–1 mm de ancho, sin alas; espiguillas sésiles, densamente imbricadas en 2 hileras sobre el lado inferior del raquis aplanado, comprimidas lateralmente, carinadas, sin aristas, con varios flósculos bisexuales, el más superior estéril; desarticulación arriba de las glumas y entre los flósculos; gluma inferior 1-nervia, gluma superior 2.2–2.8 mm de largo, inconspicuamente 5-nervia, más corta que los flósculos; lemas 2–3 mm de largo, sin arista, 3-nervias o raramente con un par de nervaduras adicionales cerca de los márgenes, glabras; pálea ligeramente más corta que la lema; lodículas 2; estambres 3, las anteras 0.2–0.5 mm de largo, purpúreas; estilos 2. Fruto un utrículo; semilla laxa en un pericarpio delgado, fuertemente estriada.

## Usos
Especialmente conocida es la especie Eleusine indica, una maleza muy extendida. Eleusine coracana, mijo africano, se cultiva por sus granos en India y partes de África.

## Taxonomía
El género fue descrito por Joseph Gaertner y publicado en De Fructibus et Seminibus Plantarum. . . . 1: 7. 1788.
Etimología
El nombre del género se otorgó por la ciudad de Eleusis, la ciudad griega, donde se encuentra el templo de Ceres.  
Citología
El número cromosómico básico del género es x = 9, con números cromosómicos somáticos de 2n =18, 20, 36 y 40, ya que hay especies diploides y una serie poliploide.  Cromosomas relativamente "pequeños". Nucléolos persistentes.

## Especies
- Eleusine africana
- Eleusine coracana
- Eleusine floccifolia
- Eleusine indica
- Eleusine intermedia
- Eleusine jaegeri
- Eleusine kigeziensis
- Eleusine multiflora
- Eleusine semisterilis
- Eleusine tristachya